# أنتيسة
أنتيسة أو أنتيشة أو أنتنيشة أو أتينثا (بالإسبانية: Atienza)‏ هي بلدية تقع في مقاطعة وادي الحجارة في إسبانيا. وفقًا لإحصاء عام 2006 للسكان الذي أجراه المعهد الوطني للإحصائيات في إسبانيا، فقد بلغ عدد سكانها ذاك العام 437 نسمة.

## معرض الصور

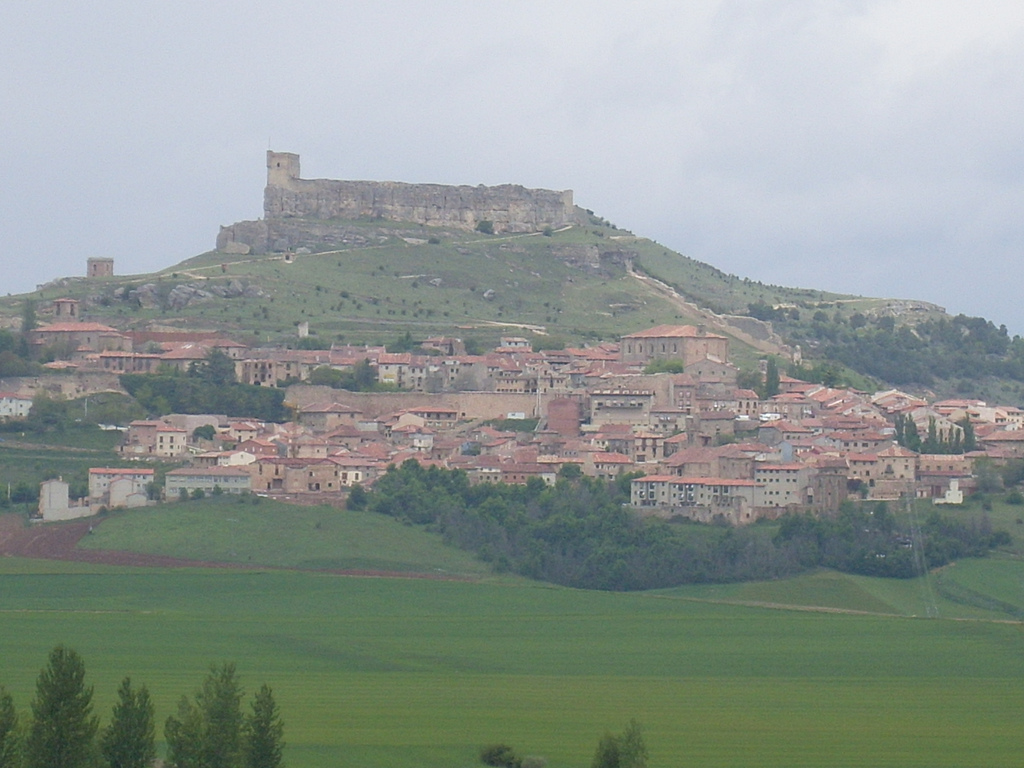
منظر لأنتيسة
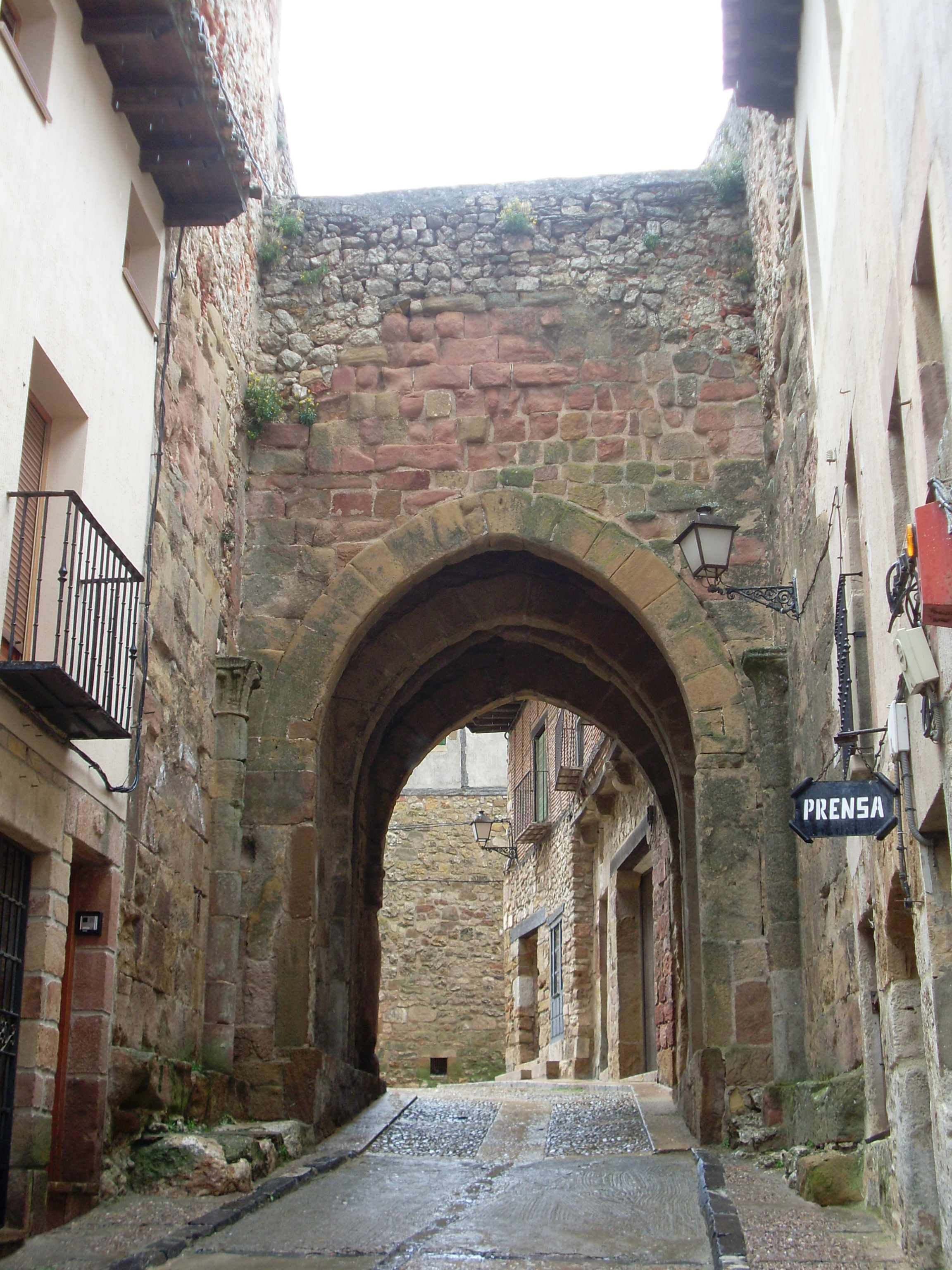
بوابة من العصور الوسطى في جدران البلدية
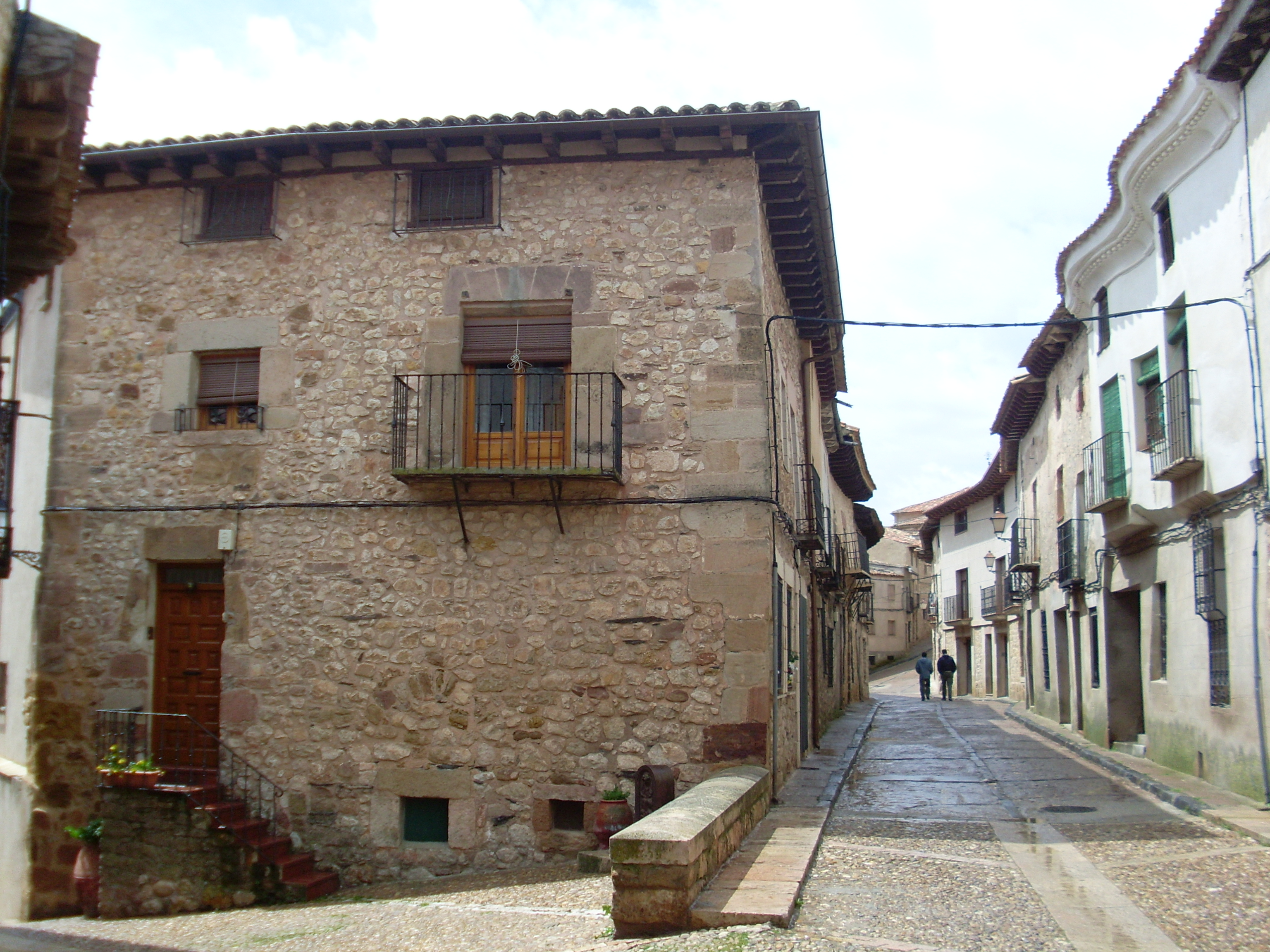
شارع في أنتيسة
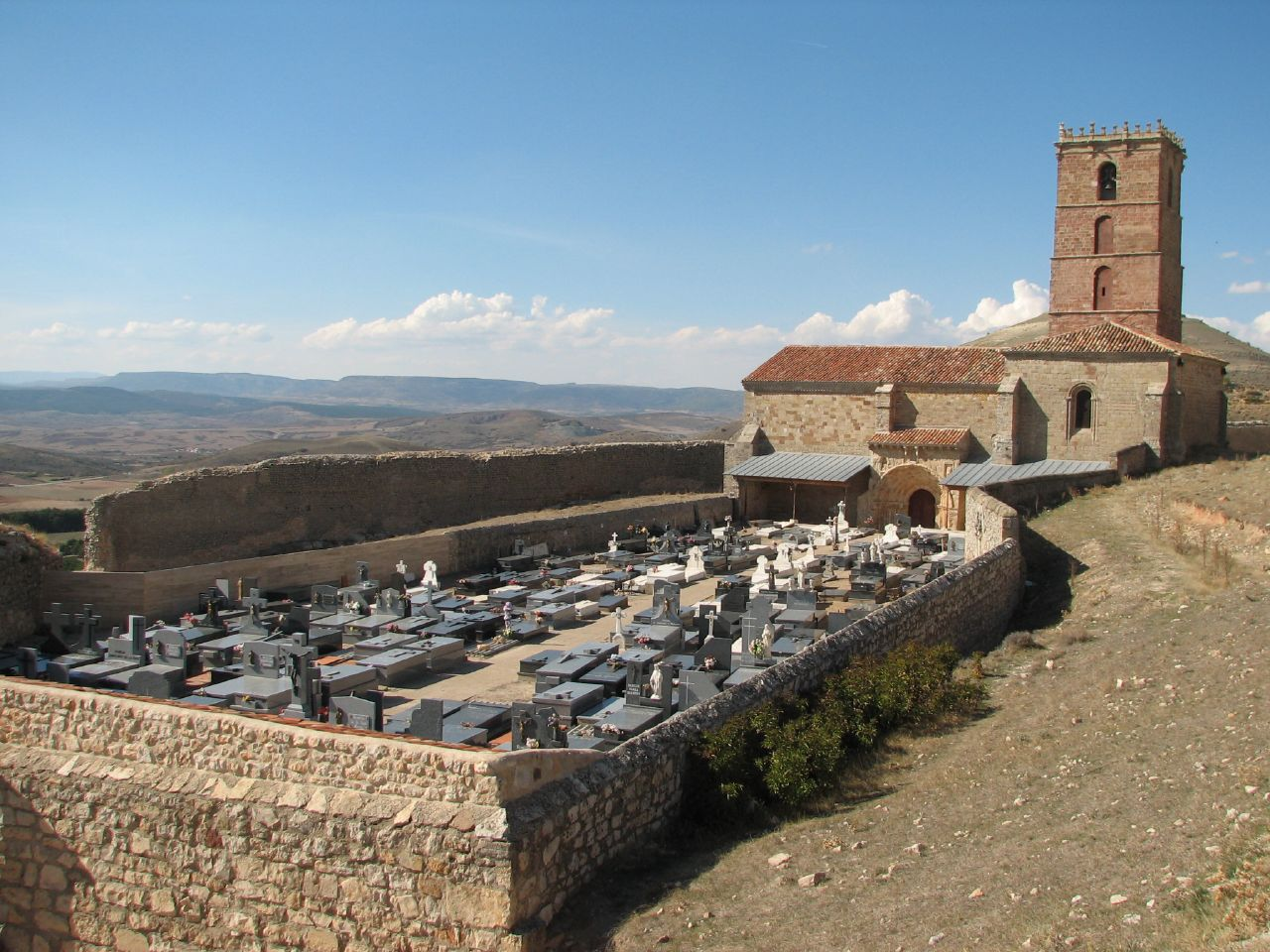
مقبرة وكنيسة سانت ماريا الملكية الرومانثيكية
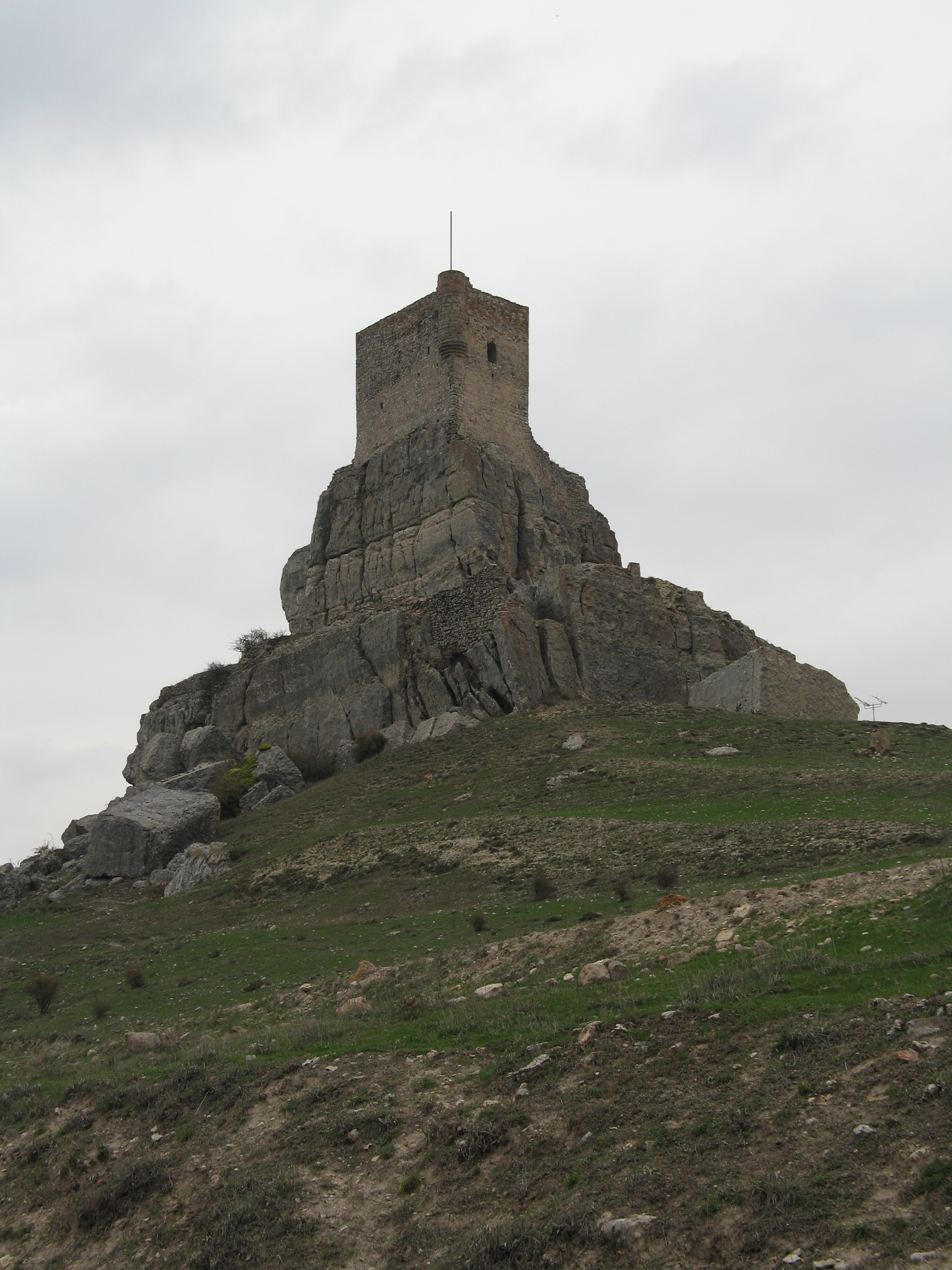
قلعة أنتيسة
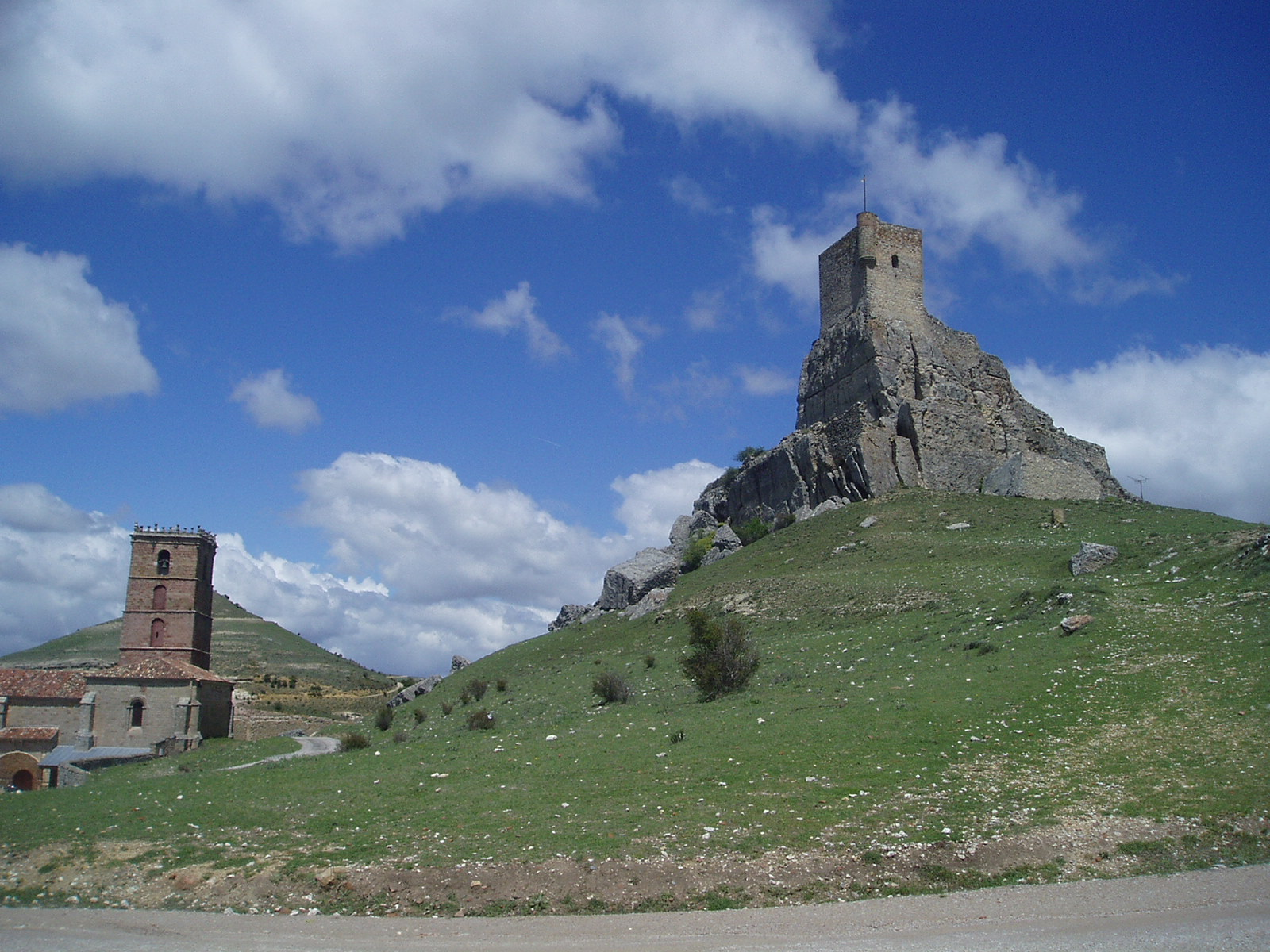
قلعة أنتيسة وكنيسة سانت ماريا